# Johann Sievers
Pour les articles homonymes, voir Sievers.
 (mars 2020).
Si vous disposez d'ouvrages ou d'articles de référence ou si vous connaissez des sites web de qualité traitant du thème abordé ici, merci de compléter l'article en donnant les références utiles à sa vérifiabilité et en les liant à la section « Notes et références ».
Johann August Carl (ou Karl) Sievers (né en 1762 à Peine, mort en 1795) est un botaniste allemand, spécialiste de la flore asiatique. 

## Biographie
En 1789, il part faire une expédition en Sibérie à la recherche de rhubarbe (Rheum palmatum).
Sievers relate ses expéditions à travers des lettres envoyées de 1790 à 1795 depuis l'Oural, l'actuel Kirghizistan et les steppes de Mongolie. Peter Simon Pallas les a publiées dans "Neue Nordische Beyträge" sous le titre "Correspondances de Sievers".
Il a voyagé de 1790 à 1794 de l'Oural à la Daurie (Kiakhta, Irkoutsk, Krasnoïarsk, Abakansk)
Pendant ses voyages de recherche, Sievers rédigea des notes sur de nombreux spécimens dont Peter Simon Pallas (1741-1811) fit une publication en 1795 sous le titre "Plantae novae ex herbario et schedis defuncti botanici Johannis Sievers descriptae" pour la Nova acta de l'académie impériale des sciences de Saint-Pétersbourg.

## Le découvreur de l'ancêtre du pommier commun
En 1793, il est le premier à découvrir des forêts de pommiers sauvages dans le sud-est de l'actuel Kazakhstan. Cette zone, aujourd'hui plus petite, est toujours un refuge pour l'espèce Malus sieversii désormais menacée d'extinction. La mort soudaine de Sievers à 33 ans l'empêcha de décrire cette espèce et c'est Carl Friedrich von Ledebour (1785-1851) qui termina ses travaux trente ans plus tard.

## Hommage
De nombreux végétaux doivent leur nom à Sievers dont le pommier asiatique Malus sieversii (nommé par Carl Friedrich von Ledebour)